# Northeast Home Heating Oil Reserve
La Northeast Home Heating Oil Reserve a été créée en juillet 2000 pour fournir une réserve de mazout aux quelque 5,3 millions de ménages de la région du nord-est des États-Unis qui utilisent du mazout pour leur maison.

## Histoire
Le 10 juillet 2000, le président des États-Unis, Bill Clinton, a ordonné au secrétaire à l'Énergie, Bill Richardson, d'établir une réserve de 2 millions de barils de mazout domestique pour constituer une réserve stratégique de pétrole dans le nord-est. L'intention était de créer un stock tampon suffisamment important pour permettre aux entreprises commerciales de compenser les interruptions d'approvisionnement ou les conditions météorologiques hivernales rigoureuses, mais pas trop important pour dissuader les fournisseurs de réagir à l'augmentation des prix, signe qu'un approvisionnement accru est nécessaire.
La réserve a été utilisée pour la première fois en novembre 2012. Deux millions de gallons ont été mis à la disposition des agences locales et fédérales pour les efforts de secours à la suite de l'Ouragan Sandy.

## Installations
- Amerada Hess Corp., Perth Amboy (près de Woodbridge, New Jersey ). Capacité 965 000 barils
- Amerada Hess Corp., Groton, Connecticut. Capacité 250 000 barils
- Morgan Stanley, New Haven, Connecticut. Capacité 750 000 barils